# Sępowronki
Sępowronki (Picathartidae) – monotypowa rodzina ptaków z podrzędu śpiewających (Oscines) w obrębie rzędu wróblowych (Passeriformes).

## Zasięg występowania
Rodzina obejmuje dwa gatunki występujące w tropikach zachodniej i środkowej Afryki.

## Charakterystyka
Długość ciała 33–38 cm; masa ciała 192–254 g. Ich dziób przypomina budową dzioby wron. Ich ciała są szczupłe, z długą szyją, nogami i ogonem oraz mocnymi stopami. Wielkością i budową ciała przypominają amerykańskie kukawki, ale poruszają się raczej podskakując niż biegając.
Sępowronki gniazdują kolonijnie. Gniazdo zbudowane jest z masy błotnej przyczepionej do skały lub ściany jaskini. Lęg składa się z dwóch jaj. Żywią się owadami i ślimakami znajdowanymi w wilgotnych, skalistych miejscach.

## Systematyka
Rodzaj zdefiniował w 1828 roku francuski przyrodnik René Lesson w publikacji swojego autorstwa o tytule Manuel d’ornithologie. Jako gatunek typowy Lesson wyznaczył sępowronkę żółtogardłą (P. gymnocephalus). 

### Etymologia
- Galgulus: łac. galgulus „nieznany ptak, który spał wisząc zawieszony za nogi”, wspomniany przez Pliniusza (prawdopodobnie mylone z galbula „ptak, który zbudował wiszące gniazdo”)[10]. Typ nomenklatoryczny: Corvus gymnocephalus Temminck, 1825.
- Picathartes: zbitka wyrazowa nazw rodzajów: Pica Brisson, 1760 (sroka) oraz Cathartes Illiger, 1811 (sępnik); w aluzji do długiego ogona, kontrastowego upierzenia oraz łysej, podobną do sępiej głowy u sępowronki żółtogardłej[11].

### Podział systematyczny
Do rodziny należy jeden rodzaj Picathartes z następującymi gatunkami:
- Picathartes gymnocephalus (Temminck, 1825) – sępowronka żółtogardła
- Picathartes oreas Reichenow, 1899 – sępowronka kameruńska